# (17921) Aldeobaldia
(17921) Aldeobaldia (1999 GC13) – planetoida z pasa głównego asteroid okrążająca Słońce w ciągu 3,55 lat w średniej odległości 2,33 j.a. Odkryta 15 kwietnia 1999 roku.